# Saras
Os saras, às vezes chamados de kaba ou sara-kaba (em árabe: سارا; Sārā), são um grupo étnico originário do Sudão Central predominantemente encontrado nas províncias do sul do Chade, nas regiões noroeste da República Centro-Africana e na fronteira meridional do Sudão do Sul. Eles representam o maior grupo étnico do Chade, com uma população que constitui cerca de um terço da população total do país e que está concentrada nas regiões de Médio Chari, Logone Oriental, Logone Ocidental e partes de Tandjilé. Também compõem aproximadamente 10% da população da República Centro-Africana, tornando-se o quarto maior grupo étnico do país. 

## História
Os saras, um povo nilótico, são considerados habitantes antigos do Chade, com uma migração possivelmente ocorrida no século XVI. Desde essa data, eles foram submetidos a violentos ataques de traficantes de escravos de seus vizinhos do norte, principalmente fulanis e também de uadis e baguirmis, e, como resultado, foram se afastando progressivamente para o sul.
Os grupos muçulmanos locais referiam-se aos saras como “kirdi”, termo que denota uma pessoa não muçulmana. Já os invasores muçulmanos eram chamados de forma autônoma de “baguirmi”, e esse conflito geopolítico entre kirdi e baguirmi intensificou-se durante o século XIX. Durante a década de 1880, o comerciante de escravos Rabi Azubair assumiu o controle de muitos clãs saras e alistou os filhos dos chefes mandjingaye em seu exército, muitos dos quais foram tomados como reféns como forma de exigir a cooperação dos mbangs. Em algumas ocasiões, os chefes saras chegaram a firmar acordos com os invasores, prometendo fornecer um determinado número de pessoas a serem escravizadas todos os anos em troca de suas aldeias serem poupadas dos ataques violentos.
O império colonial francês entrou nas hostilidades em curso no início do século XX, e o povo sara tornou-se parte da África Equatorial Francesa, mais especificamente como parte do “le Tchad utile”. Durante o período colonial francês, os saras enfrentaram a imposição de políticas de assimilação, que influenciaram profundamente sua estrutura social e suas práticas culturais. Ao mesmo tempo, foram submetidos a abusos, como o trabalho forçado em plantações e obras públicas. Muitos saras foram também recrutados à força durante as Guerras Mundiais.
Após a libertação política conquistada pela África Equatorial Francesa, que levaria a formação de quatro novas repúblicas independentes em agosto de 1960, os saras ficaram distribuídos principalmente entre dois destes novos países – a República do Chade (onde estava a maioria dos saras) e a República Centro-Africana. Como já estavam mais assimilados às instituições francesas do que as populações do norte do território que viria a constituir o Chade, os saras tornaram-se a grande força política e econômica do país. No entanto, isso os colocou em oposição às diversas comunidades do norte do Chade, principalmente durante a guerra civil chadiana, quando diferentes grupos étnicos se alinharam a ideologias políticas distintas.

## Aspectos socioculturais e econômicos

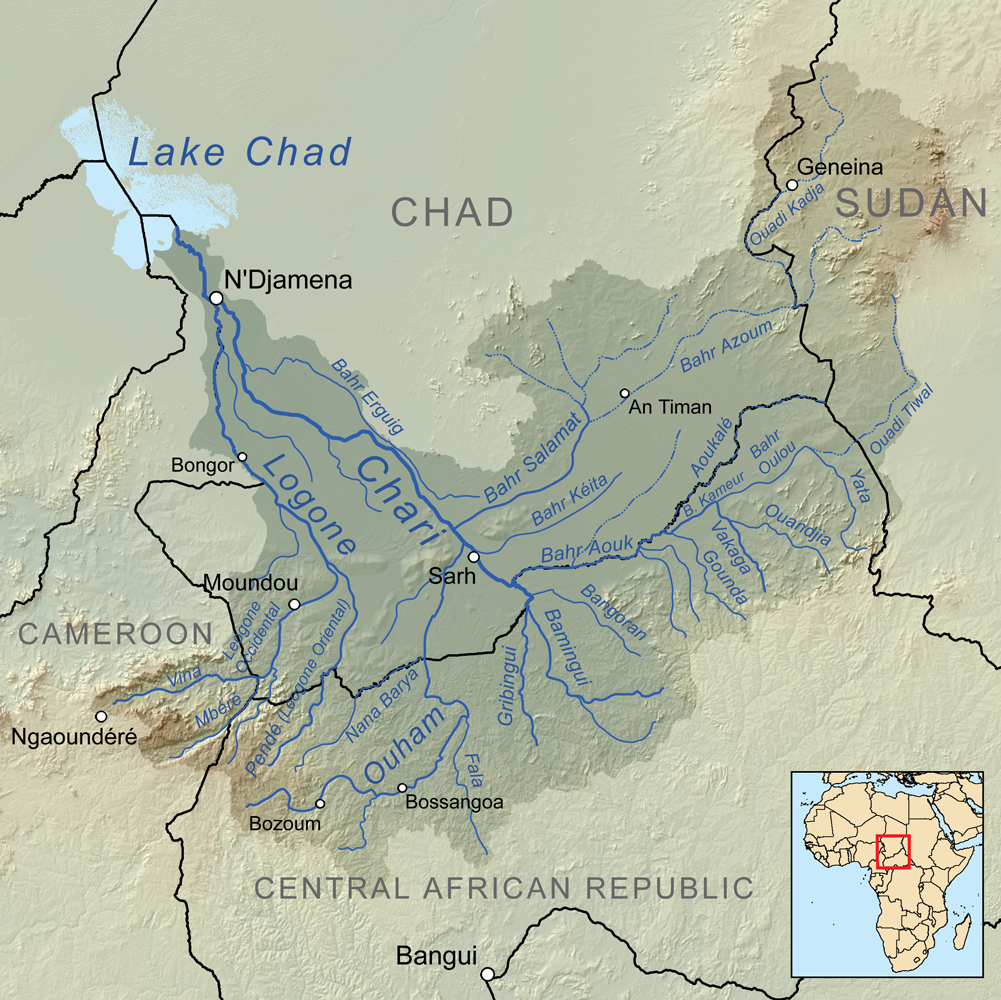
Muitos saras habitam a região a sudeste do Lago Chade, que é irrigada pelos rios Chari e Logone.

Os saras falam várias línguas da família nilo-saariana pertencente ao subgrupo das línguas sudanesas centrais. Entre os principais subgrupos étnicos que compõem o povo sara estão os ngambayes (o mais numeroso), madjingayes (também conhecidos como "saras puros"), mbayes, gulayes (ou gulas), kabas, niellims, nars, dais e nganas (ou ngamas). Uma hipótese para a designação "sara" é a de que teria sido atribuída pelos árabes, possivelmente derivada de nassara, que significa "cristãos", dado o histórico contato com missões cristãs na região, e que o colonialismo francês pode ter agrupado essas várias populações que falavam línguas semelhantes. A língua e as práticas culturais desses subgrupos, no entanto, apresentam variações significativas.
Originalmente, os saras praticam o animismo, com uma forte veneração à natureza. Sua sociedade tradicional é organizada em clãs patrilineares, sendo a poliginia uma prática comum. Embora muitos Saras mantenham suas crenças religiosas tradicionais, uma parte da população se converteu ao cristianismo e ao islamismo, especialmente nas áreas urbanas e de fronteira. A religião cristã foi introduzida durante a atividade missionária no século XVII, particularmente em regiões como Tibesti.
Politicamente, a sociedade sara era composta por várias aldeias autônomas, cada uma organizada em torno de um clã exogâmico. A governança local é desempenhada por chefes denominados mbangs (o mesmo termo usado no reino de Baguirmi para o rei), auxiliados por anciãos. Em algumas áreas, os saras estabeleceram sistemas de chefias para enfrentar as ameaças externas, como ataques de escravistas.
A cultura sara é caracterizada por um forte vínculo com a terra e práticas tradicionais, incluindo a iniciação dos jovens, que ocorre a cada sete anos, com um período de provas físicas e escarificações. A sociedade sara também é marcada por uma forte estrutura patriarcal e hierárquica, com o clã como unidade básica de organização.
A economia dos saras é tradicionalmente agrícola, com o cultivo de amendoim, milho, sorgo, mandioca, batata-doce, arroz e algodão e amendoim (os dois últimos commodities importantes de exportação chadiana). A criação de gado, ovelhas, cabras e galinhas também é comum, bem como a criação de pequenos cavalos. Tradicionalmente, os saras utilizam a enxada para o cultivo de terras.